# Andreas Kellner

Titelseite der Komödien Isaac und Studentes von Christoph Stymmelius

Andreas Kellner (auch Andreas Kelner; † 1591) war ein deutscher Buchdrucker. Er war der erste Buchdrucker im Stettin des 16. Jahrhunderts.  

## Leben und Leistungen
Wann und wo Andreas Kellner geboren wurde, ist unbekannt. Er war der Schwiegersohn von Johann Eichorn, der seit 1549 in Frankfurt an der Oder als Buchdrucker tätig war. Als im Jahre 1569 der pommersche Herzog Barnim IX. an Johann Eichorn eine Bestallung als Drucker in Stettin erteilte, ging Andreas Kellner nach Stettin und baute dort eine Druckerei auf. Er führte sie zunächst für seinen Schwiegervater und übernahm sie dann im Jahre 1572 selbst. Nach einer Überlieferung soll Andreas Kellner dabei ab 1569 zunächst gemeinsam mit dem Theologen Georg Rhete tätig gewesen sein, der ab 1577 als zweiter Buchdrucker in Stettin nachweisbar ist. 
Zu den von Kellner in Stettin gedruckten Werken gehören ein Gesangbuch in plattdeutscher Sprache, Psalme, geistlike Lede und Gesenge (1576, 8°), und die erste pommersche Kirchenordnung und Agende (1591). Nach dem Urteil des Historikers Martin Wehrmann ragen unter den von Kellner gedruckten Werken technisch der kleine Katechismus Luthers (1574) und Dat nye Testament (1576) hervor.
Von 1586 bis 1591 war Andreas Kellner Mitglied des Magistrats (Ratsherr) in Stettin.
Als sein Buchdruckerzeichen wird von einigen das Bild auf dem letzten Blatte des niederdeutschen Gesangbuchs Psalme, geistlicke Lede und Gesenge angesehen: ein Betender, mit der Davidsharfe zur Seite, auf den der Heiland oder Gott Vater aus den Wolken schaut, von anderen jedoch wird dieses Bild auf den Inhalt des Buches bezogen.

## Familie
Andreas Kellner hinterließ seine Ehefrau Margarethe, geborene Eichorn, und mehrere Kinder, darunter den Sohn Samuel Kellner († 1622).

## Druckerei
Die Druckerei wurde nach dem Tode Andreas Kellners von seinen Erben fortgeführt, zuerst von seiner Witwe Margarethe und dann von seinem Sohn Samuel Kellner. Nach einigen Besitzwechseln ging das Geschäft im Jahre 1700 ein. 

## Druckwerk (Auswahl)
- Martin Luther: Des Ehrwirdigen vnd Geistreichen Mans Gottes, Doctoris Martini Lutheri Schrifften, wider die Sacramentirer vnd falsche Lerer vom heiligen Abendmal vnsers Herrn Jesu Christi. Zu welchen sich die Pomerischen Kirchen vnd Landen je vnd alle wege bekant vnd noch bekennen, vnd hinfuro bestendiglich dabey zubehaaren, durch Gottes Gnade vnd hülff bedacht sein. Der Inhalt ist zu end des Fürstlichen Mandats angedruckt. Gedruckt zu Alten Stettin 1573. (Digitalisat)
- Vier kurtze Predigten, vber den einvndfunfftzigsten Psalmen Dauids. Iohannis Gigantis Northusani. Gedruckt zu Alten Stettin. Anno/1574. (VD16 H 3242)
- Register der düdeschen Psalmen, de man vp de Sondage vnde Festdage singen mach/ vnde mit den Euangelien vnde Festen auerein kamen. (1576)
- Christoph Stymmelius: Comoedia duae: I. ISAAC. De immolatione Isaac. II. STUDENTES. De vita et moribus Studiosorum. Andreas Kellner, Stettin 1579. (Digitalisat) (Google Books)